# Dicranomyia cochabambae
Dicranomyia cochabambae är en tvåvingeart som först beskrevs av Alexander 1945.  Dicranomyia cochabambae ingår i släktet Dicranomyia och familjen småharkrankar.
Artens utbredningsområde är Bolivia. Inga underarter finns listade i Catalogue of Life.